# Rafael Courtoisie
Rafael Courtoisie Beyhaut (Montevideo, 1958) es un escritor, periodista y poeta uruguayo. 

## Trayectoria
Formado en Química, profesión que nunca ejerció, desde temprana edad se consagró al periodismo (al igual que su hermano Agustín), y a la escritura. Durante su juventud ejerció como docente de Matemática.
En Uruguay, ha sido profesor de Literatura Iberoamericana en el Centro de Formación de Profesores del Uruguay, profesor de Narrativa y Guion Cinematográfico en la Universidad Católica del Uruguay y en la Escuela de Cine del Uruguay.  
Fuera del país, ha sido profesor invitado en la Universidad Estatal de Florida y, en varias ocasiones, en la Universidad de Cincinnati, ambas de Estados Unidos, y en la Universidad de Birmingham de Inglaterra. La Universidad de Iowa lo invitó a formar parte del Programa Internacional de Escritura.
El 12 de junio de 2013 fue elegido para integrar la Academia Nacional de Letras del Uruguay.
Ha escrito varios volúmenes de cuentos y poesía, y cuatro novelas. 
Su novela Santo remedio (Madrid, Editorial Lengua de Trapo, 2006)que fuera finalista en el Premio Fundación José Manuel Lara.
Su libro Cadáveres exquisitos fue Premio de la Crítica. Su novela Vida de Perro obtuvo el Premio Nacional de Narrativa del Ministerio de Educación y Cultura de Uruguay y fue nominada al Premio Rómulo Gallegos, de Venezuela. Tajos y Caras extrañas son sus anteriores novelas publicadas en España. Las versiones italianas de Tajos (Sfregi) y de Caras extrañas (Facce sconosciute) fueron publicadas en Italia. Adaptaciones teatrales de Tajos fueron estrenadas en Buenos Aires en 2002 y en Santiago de Chile en 2005.
En 2008, la editorial venezolana Monte Ávila publicó Palabras de la noche, extensa antología de su obra poética. Jaula abierta (Madrid, 2004) y Todo es poco (Valencia, 2004) son sus títulos más recientes de poesía. Amador, en tanto, es un libro de prosa erótica, que apareció en Barcelona, España (editorial Thule), y en Uruguay.
En 2011, Courtoisie editó Antología: la poesía del siglo XX en Uruguay (Visor poesía), una selección de poesías de 40 poetas uruguayos. 
Parte de su obra fue traducida al inglés, francés, italiano, rumano y turco, entre otros idiomas.

## Premios
Ha obtenido varios premios. Entre ellos, el Premio Fraternidad de la B’Nai B’rith (Jerusalén), el premio en la categoría Poesía de los Premios Morosoli de Uruguay, (auspiciado por la Cátedra UNESCO y la Asociación de Universidades del MERCOSUR), el Premio Loewe de poesía (España), por el cual la Editorial Visor publicó su obra en su colección Visor Poesía; el jurado fue presidido por Octavio Paz), el Premio Plural de Poesía de México, (jurado presidido por Juan Gelman), el Premio de Poesía del Ministerio de Educación y Cultura de Uruguay, el Premio Internacional Jaime Sabines, (México), el Premio Blas de Otero (España) y el Premio de Poesía José Lezama Lima. En 2014 ganó el Premio Casa de América de Poesía Americana.

## Obra
Cuento
- El Mar Interior (Uruguay, 1990)
- El Mar Rojo (Uruguay, 1991)
- El Mar de la Tranquilidad (Uruguay, 1995)
- Cadáveres Exquisitos (Uruguay, 1995)
- El Constructor de Sirenas (México, 1995)
- Racconti (Italia,1996)
- Agua Imposible (Uruguay, 1998)
- The Red Sea (USA, 2004)
- Amador (España, 2005. Reedición Ed. Artefato, Montevideo, 2007)
- Sabores del país (Uruguay, 2006)
- Vida y Milagros (Uruguay, 2006)

Novela
- Vida de perro (Uruguay, 1997)
- Tajos (Uruguay 1999) - España, 2000)
- Caras Extrañas (España, 2001)
- Santo Remedio (España, 2006)
- Goma de mascar (España, 2008)

Poesía
- Contrabando de Auroras (Uruguay, 1977)
- Tiro de Gracia (Uruguay, 1981)
- Orden de Cosas (Uruguay, 1986)
- Cambio de Estado (Uruguay, 1990)
- Textura (México 1992, Montevideo 1994)
- Instrucciones para leer ceniza (Colombia, 1994)
- Poetry is Crime (Canadá, 1994)
- Las jaulas de la paciencia (Colombia, 1995)
- Estado sólido (España, 1996)
- Parva (España, 1996)
- Poesie (Italia, 1996)
- Umbría (Venezuela, 1999)
- Fronteras de Umbría (Uruguay, 2002)
- Música para sordos (México, 2002)
- Jaula abierta (España, 2004)
- Todo es poco (España, 2004)
- Santa poesía (Montevideo, 2012)
- Parranda (España, 2014)
- Ordalía (España, 2016)
- El libro transparente de las cosas que existen y de las que no existen[3] (España, editorial Los Libros del Misisipi, 2020)
- Hacer cosas con palabras[4] (España, editorial Los Libros del Mississippi, 2023)

Antologías
- Instrucciones para Leer Ceniza (Colombia, 1994)
- Palabras de la noche (Venezuela, 2006)